# Santiago del Arrabal

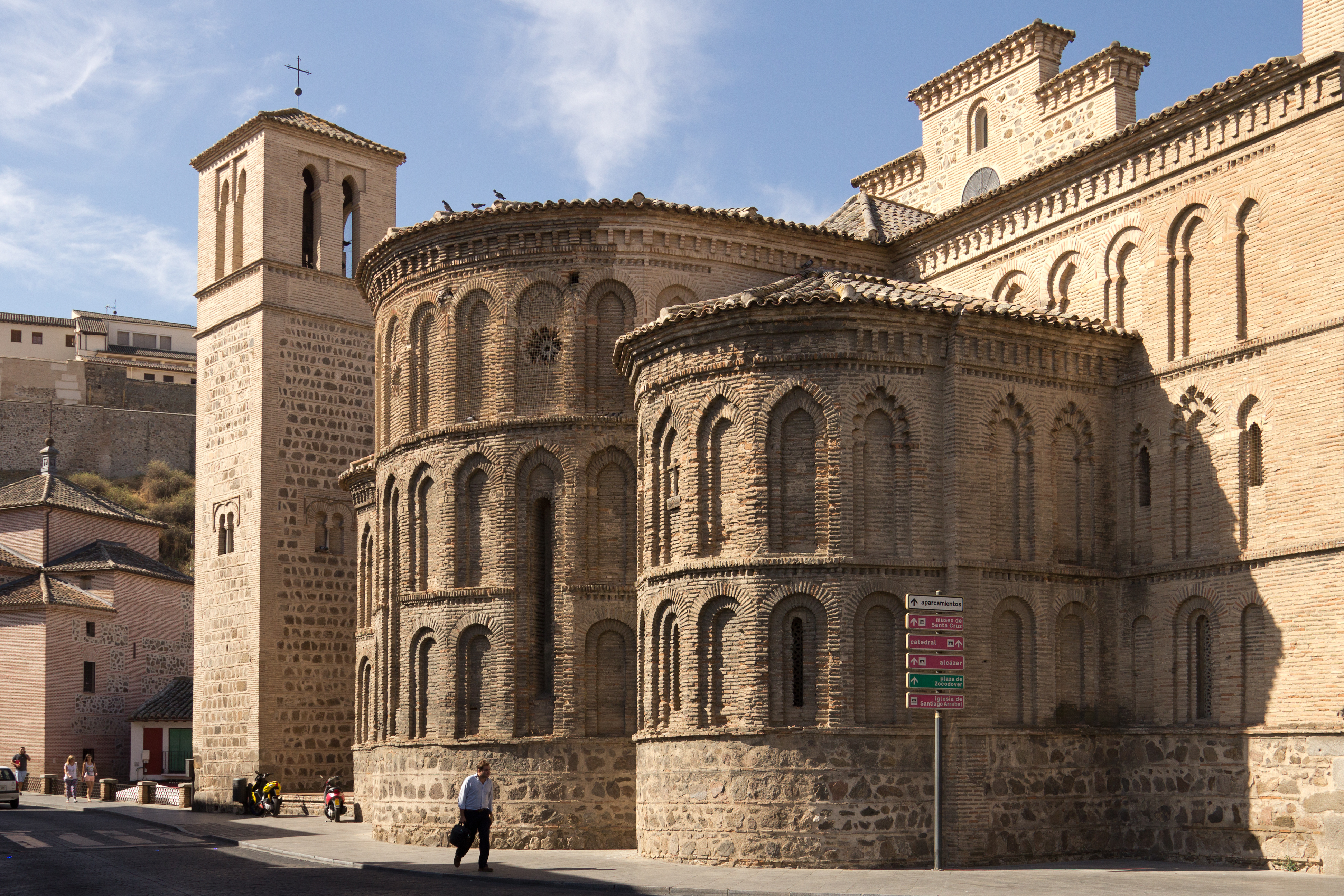
Triple absis de l'església de Santiago del Raval

Santiago el Mayor o Santiago del Raval és una església catòlica a la ciutat espanyola de Toledo, al costat de la Porta de Bisagra, a la zona nord del barri vell de la ciutat. Construïda en la segona meitat del segle segle xiii, sota el mecenatge del rei Sanç II de Portugal, es tracta d'una de les millors mostres del mudèjar toledà. Està catalogada com a Bé d'Interès Cultural.
La seva ubicació, propera a la Porta de Bisagra Vieja i en un antic barri musulmà, apunta al fet que l'església va haver de construir-se en el lloc d'un primigeni temple, potser una mesquita. De la seva localització també prové el nom, en trobar-se en el passat als llavors afores de l'antiga ciutat, als ravals.
Té murs de maçoneria i maó amb portes emmarcades en arcs de ferradura plurilobulats. Compta amb tres absis semicirculars els exteriors dels quals els constitueixen pisos d'arcs de diferents tipus (de mig punt, apuntats i plurilobulats). A l'interior hi ha símbols àrabs com la 'mà de Fàtima' o inscripcions en el sostre de fusta. Els arcs de les naus són gòtics, igual que la volta del creuer. El retaule és renaixentista amb decoració plateresca, obra de Francisco de Espinosa amb imatges de les vides de Crist i de l'apòstol Jaume el Major.
Al segle segle xx es van realitzar diverses restauracions i obres de reurbanització en l'entorn, cosa que va desembarassar el temple de construccions annexes quedant exempta i independent de la Porta de la Bisagra, a la qual estava unida.
Sant Vicent Ferrer va predicar en aquest temple, portant als seus fidels a cristianitzar forçosament la sinagoga el 1405, posteriorment convertida en església amb el nom de Santa María la Blanca.